# Complejo Cultural Guerrero
El Complejo Cultural Guerrero (antes conocida como Casa Guerrero) es un centro cultural y de actividades recreativas en el cual existe una Orquesta infantil y Coros Comunitarios de Chilpancingo, salas de exposiciones donde se muestra la historia de las luchas y movimientos sociales de la entidad, teatro al aire libre, mediateca, fonoteca, ludoteca; también un planetario en honor al primer cosmonauta mexicano, Rodolfo Neri Vela; cuenta con una Unidad de Manejo Ambiental.
Se instaló también un globo aerostático, juegos infantiles, área de exposición de la cultura Mezcala y un arco falso Olmeca, jardín botánico, casa y granja ecológica y circuitos peatonales.
Las actividades que se han realizado son eventos como la Feria Guerrerense del Libro, Festival del Día del Niño y visitas guiadas.

## Proyecto de remodelación
El gobernador Rogelio Ortega Martínez decidió remodelar la residencia oficial que cuenta con una extensión de 14 hectáreas y convertirla en un centro de recreación cultural con una inversión de cinco millones de pesos. El recinto fue abierto al público desde noviembre de 2014; sin embargo, se inauguró como recinto y con los proyectos terminados hasta el 15 de septiembre de 2015.

## Antigua residencia oficial
Durante décadas la Residencia Oficial Casa Guerrero o Casa Guerrero fue usada no sólo como la residencia oficial del Gobernador de Guerrero en turno, sino también como un centro de poder y toma de decisiones a pesar de que existían los edificios destinados a ese fin, como el palacio de gobierno, y hoy, la llamada Ciudad de los Servicios.
Sin embargo, el gobernador Rogelio Ortega Martínez decidió no habitarla y en cambio ordenó abrir las puertas del lugar para los ciudadanos; por ello la llamada Casa Guerrero ahora se convierte en el Centro Cultural Guerrero.
Desde el 26 de noviembre el gobernador anunció su apertura.

### Residentes
Los Gobernadores que habitaron Casa Guerrero fueron:
| Gobernador                   | Período     | Partido |
| ---------------------------- | ----------- | ------- |
| Rubén Figueroa Figueroa      | (1975-1981) | PRI     |
| Alejandro Cervantes Delgado  | (1981-1987) | PRI     |
| José Francisco Ruiz Massieu  | (1987-1993) | PRI     |
| Rubén Figueroa Alcocer       | (1993-1996) | PRI     |
| Ángel Heladio Aguirre Rivero | (1996-1999) | PRI     |
| René Juárez Cisneros         | (1999-2005) | PRI     |
| Zeferino Torreblanca Galindo | (2005-2011) | PRD     |
| Ángel Heladio Aguirre Rivero | (2011-2014) | PRD     |